# 山崎基生
山崎 基生（やまざき もとき、1988年11月25日 - ）は、ラグビーユニオン選手。

## 来歴
5歳からラグビーを始めた。
2007年、流経大柏高校卒業後、流通経済大学に入学する。なお流経大柏高校時代、第30回高校東西対抗試合に東軍として出場した。
2008年、U20日本代表に選ばれ。IRBジュニアワールドチャンピオンシップで4試合にフッカーで出場。
2010年、流通経済大学ラグビー部の主将に就任した。
2011年、流通経済大学卒業後、神戸製鋼コベルコスティーラーズ(現・コベルコ神戸スティーラーズ)に加入。
2012年9月15日に行われたジャパンラグビートップリーグ第3節のキヤノンイーグルス戦に途中出場で公式戦初出場を果たす。
2021年、日野レッドドルフィンズに加入。